# MEN'S EX杂志
《MEN'S EX》，是日本的时尚杂志，面向40岁以上的男性，主要内容是西装风格的穿着、西装的搭配、生活方式、各种男性饰品（如领带、方巾、戒指、手表，以及皮鞋等）穿搭的时尚杂志。有时也会出一些特别的风格手册，如2020年2月出了跟New Balance品牌有关的合辑并被香港媒体报道。杂志创刊时名为。2003年改名为，2020年又更名为。
该杂志每年会跟NIKKEI STYLE Men's Fashion进行年度最佳西装着装奖（SUITS OF THE YEAR）的评选，2018年，田中圭主演的大叔的爱入围，被中国的娱乐媒体报道。